# Volinija
Volinija (ukrajinski: Волинь, Volyn’, poljski: Wołyń, njemački: Wolhynien,  Wolynien, ruski: Волынь, Volinj; hebrejski: װאָהלין, Vohlin) je povijesna ukrajinska pokrajina koja se danas svojim većim dijelom nalazi u Ukrajini, a manjim u Poljskoj i Bjelorusiji. Latinski naziv za regiju je Volhynia.
Pokrajina odnosno regija prvi puta formira naziv Volinj na prijelazu s 10. na 11. stoljeće u sklopu Kijevske Rusi. Godine 1077. naziv Volinj zabilježen je u jednom od starokijevskih ljetopisa. Volinj se prema određenim stručnjacima smatra najstarijom slavenskom regijom i jednim od središta iz kojeg su se širili svi ostali Slaveni. 

## Zemljopisne značajke
Volinija je smještena na krajnjem sjeverozapadu Ukrajine, sjeveroistočno od Galičine i sjeverozapadno od Podilje. Za kraj je karakteristična šuma te močvarna površina. U cijelom kraju i široj okolici prevladava Kontinentalna klima.

## Povijest Volinije
Na prostoru Ukrajine u Voliniji pronađeni su za sada najstariji tragovi prebivališta i središta starih Slavena koji potječu iz 1. stoljeća. Naziv Volinj susreće se te u starokijevskom zapisu iz 1077. godine no ime je vjerojatno i starije. Na tim prostorima već u 7. stoljeću žive slavenska odnosno ukrajinska plemena Duljibi i Bužani, koji će kasnije biti poznatiji kao Volinjani.
Od veljače 1943. do veljače 1945. izvršen je najmasovniji pokolj nad Poljacima – Volinski pokolj.